# 1616 Walnut Street Building
El edificio 1616 Walnut Street Building (también conocido como Icon, Temple University Center City Campus, Walnut Street Office Building o 1616 Building) es un edificio histórico de gran altura en el área del centro de la ciudad de Filadelfia, Pensilvania (Estados Unidos). El edificio es de estilo art déco, tiene 24 pisos y mide 94 metros de altura.
En 1930, los arquitectos recibieron un premio por el diseño del edificio en el XII Congreso Internacional de Edificios en Budapest. Su estacionamiento de cinco pisos en el lado de Chancellor Street, parte de la construcción original, se consideró una novedad en 1929.
Fue incluido en el Registro Nacional de Lugares Históricos en 1983 y en el Registro de Lugares Históricos de Filadelfia el 7 de enero de 1982.
En 2013, 1616 Walnut Street pasó a llamarse "Icon" ya que se sometió a una extensa renovación, transformándola de espacio comercial a una lujosa comunidad multifamiliar Clase A que se espera que abra en 2014.